# David de Wied
David de Wied (Deventer, 12 januari 1925 - Utrecht, 21 februari 2004) was een Nederlandse hoogleraar farmacologie aan de Universiteit Utrecht. 
Als gevolg van de oorlog kon De Wied pas in 1947 beginnen met zijn studie geneeskunde aan de Universiteit van Groningen, waar hij in 1952 promoveerde op het proefschrift Vitamine C, Bijnier en Adaptie, en in 1955 afstudeerde als arts. Hij werd in 1961 benoemd tot hoogleraar experimentele endocrinologie aan de Rijksuniversiteit Groningen. Hij vervulde deze functie tot 1963 toen hij directeur van het Rudolf Magnus Instituut en hoogleraar farmacologie in Utrecht werd. Hij stond aan de wieg van de neuropsychopharmacologie. Hij onderzocht het effect van verschillende peptides op het gedrag. Samen met Organon deed hij onderzoek naar geneesmiddelen tegen dementie en geheugenverlies. Het kwam hem op kritiek te staan van collega's die zijn onderzoeksresultaten niet altijd konden reproduceren, en in de publieke opinie waar verzet ontstond tegen de 'leerpil van Wied'.  
De Wied was lid van diverse geleerde genootschappen, waaronder de Koninklijke Nederlandse Akademie van Wetenschappen, (KNAW). Hij was van 1981 tot 1984 voorzitter van de afdeling natuurkunde van de KNAW, en van 1984 tot 1990 president. 
In 1996 ontving hij de Dr. A.H. Heinekenprijs voor medicijnen. Hij was Commandeur in de Orde van Oranje-Nassau en Ridder in de Orde van de Nederlandse Leeuw. Daarnaast ontving hij in 1981 een eredoctoraat van de State University of New York. Ook ontving hij een eredoctoraat van de Universiteit van Szeged.
In 2011 werd het nieuwe gebouw van de faculteit Betawetenschappen van de Universiteit Utrecht vernoemd naar David de Wied.

## Fotogalerij

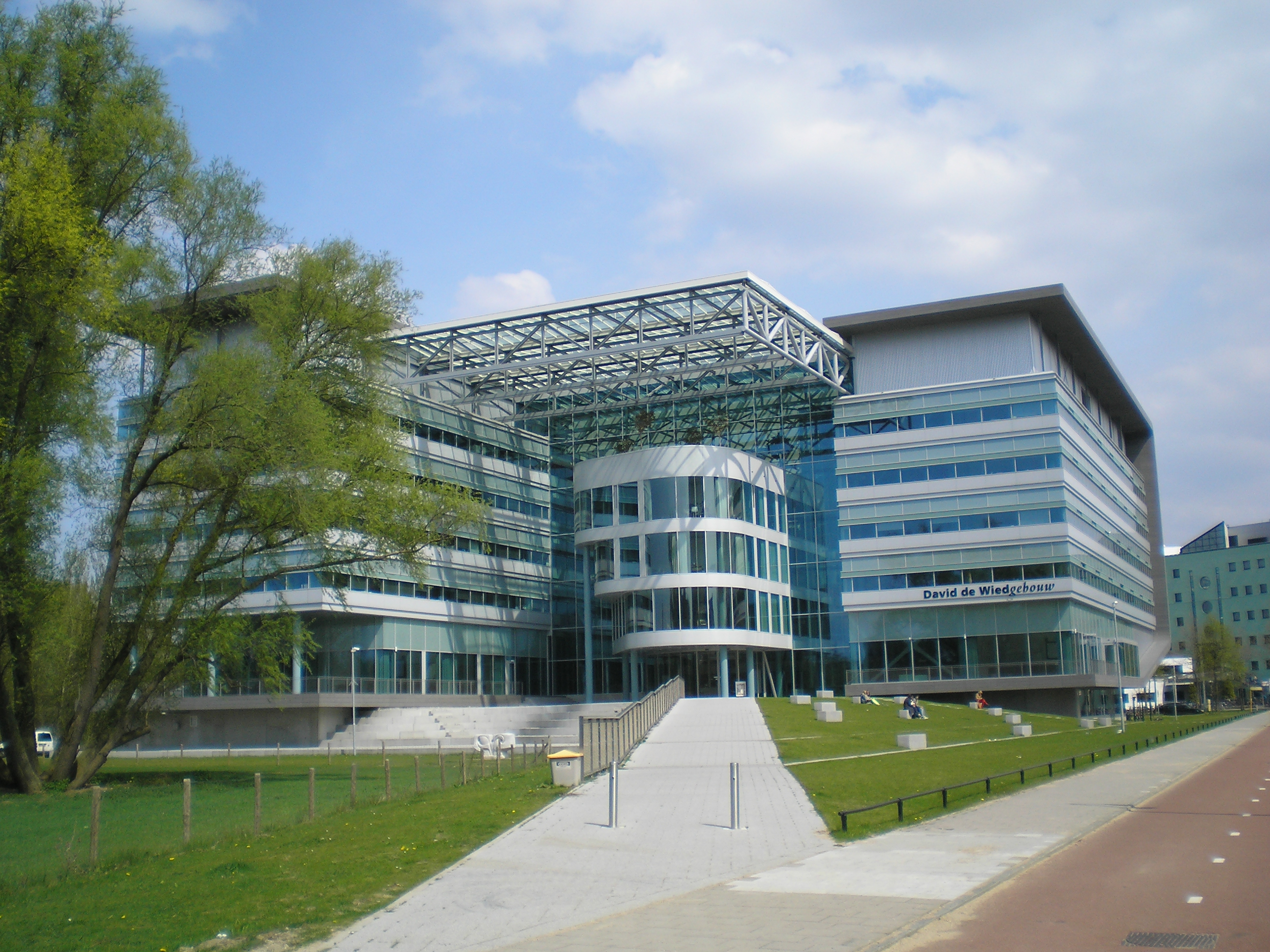
David de Wied-gebouw aan de Universiteitweg 99 in De Uithof (Universiteit Utrecht, Faculteit Bètawetenschappen)